# أجدون مينيزيس
أجدون مينيزيس (26 يناير 1993 بسالفادور في البرازيل - ) هو لاعب كرة قدم برازيلي في مركز الهجوم. لعب مع S.C. Braga B ‏.

## روابط خارجية
- أجدون مينيزيس على موقع قاعدة بيانات كرة القدم.إي يو (الإنجليزية)
- أجدون مينيزيس على موقع Soccerway.com (الإنجليزية)